# Folhado

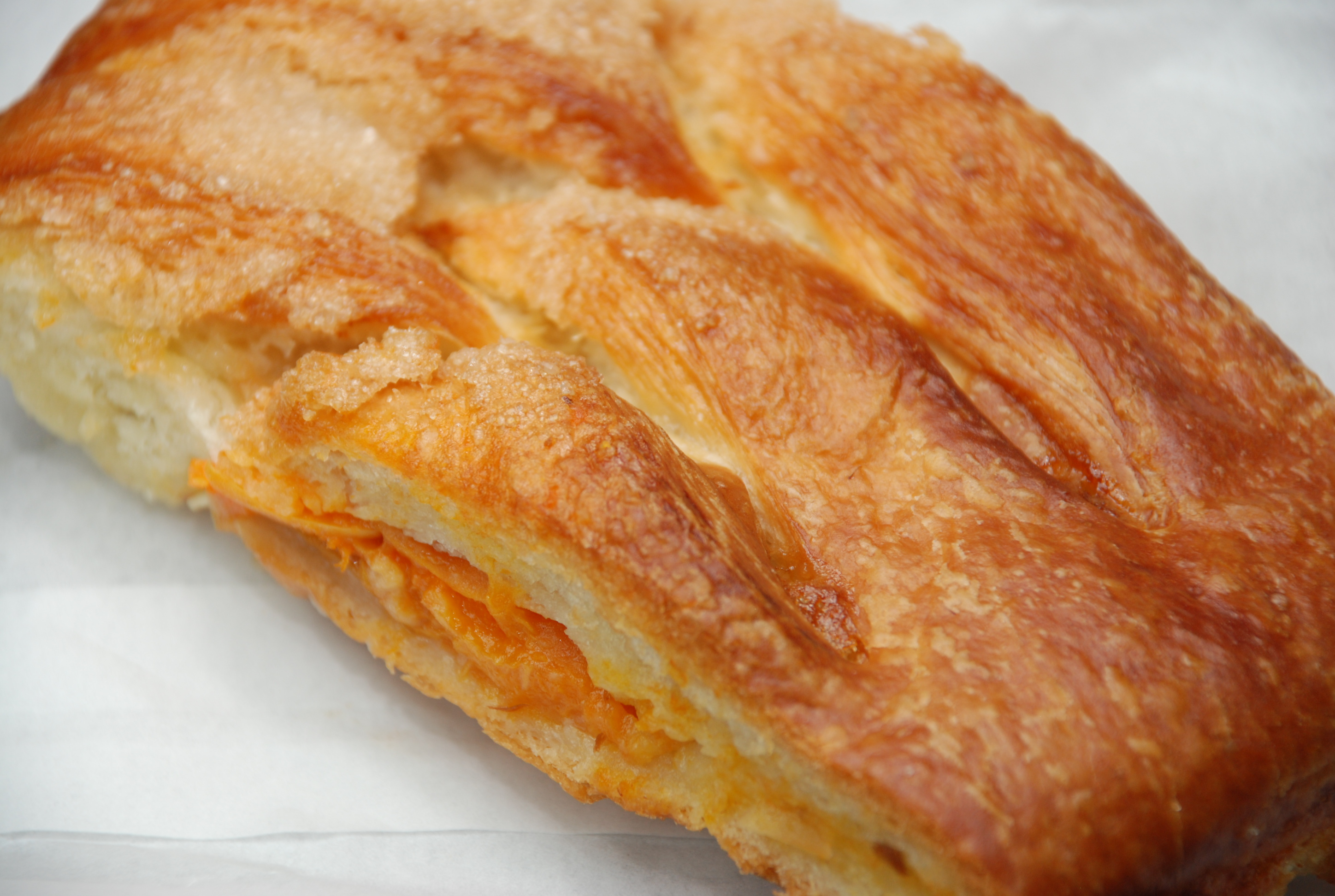
Um folhado

Os folhados são um tipo de pastéis salgados feitos com massa folhada, em geral assados ou fritos, com diversos tipos de recheios.
O folhado tem esse nome devido à massa folhada que o compõem, isto é, à massa composta por aparentes folhas finas que se sobrepõem.
São habitualmente salgados: à base de carne, ou de queijo, queijo e fiambre, queijo e presunto, queijo e salsicha, frango, frango com requeijão, frango com catupiry, etc.
- pastelaria: lanchonete

## Em Portugal
Os folhados são muito comuns nas pastelarias e cafés em Portugal, sendo muitas vezes a base para refeições rápidas.
De destacar dois produtos feitos à base de massa folhada com Indicação Geográfica Protegida: o Pastel de Tentúgal (IGP) e o Pastel de Chaves (IGP).

## No Brasil
Também no Brasil os folhados são populares, considerados alternativas mais saudáveis (por serem em geral assados) em comparação aos pastéis (em geral fritos). Tal como os pastéis brasileiros, os folhados no Brasil também podem ser encontrados em um sem número de sabores, não apenas salgados, mas inclusive doces, com recheios de chocolate, banana, folhado de maçã (inspirados no Apfelstrudel dos alemães), etc..

## Tipos de folhados
- Carne
- Marisco e cogumelos
- Queijo e salsicha
- Queijo e presunto
- Frango
- Frango com catupiry
- Misto (queijo e fiambre)